# La belva (film 1970)
La belva è un film del 1970, diretto da Mario Costa, al suo ultimo film.

## Trama
Johnny Laster, un individuo senza scrupoli, tenta una rapina ai danni di un ricco possedente, Powers, il quale ha riscosso una forte somma per la vendita di alcune sue proprietà alla banca.